# Andrés Lorente
Andrés Lorente (Anchuelo, Toledo, 15 d'abril de 1624 – Alcalá de Henares, Espanya, 1703) fou un compositor i organista espanyol.
Estudià la carrera sacerdotal i es graduà en la universitat d'Alcalà de Henares. Ocupà alguns càrrecs eclesiàstics, entre ells el de comissari de la Inquisició, i fou organista de l'església de San Justo de la seva població nadiua.
Va compondre diverses obres, entre elles, els salms Verba mea i Domine ne in furore, i els llibres: El porque della música en que se contiene los quatro artes de ella, canto llano, canto de órgano, contrapunto i composición (Alcalá de Henares, 1672), que és una de les obres més serioses i fonamentals que té la didàctica musical; en aquesta, a més, s'acredita Lorente de compositor molt sòlid, i el tractat De órgano.